# یواس‌اس کلسچ (اف‌اف-۱۰۴۹)
یواس‌اس کلسچ (اف‌اف-۱۰۴۹) (به انگلیسی: USS Koelsch (FF-1049)) یک کشتی است که طول آن ۴۱۴ فوت ۶ اینچ (۱۲۶٫۳۴ متر) می‌باشد. این کشتی در سال ۱۹۶۵ ساخته شد.